# 吉绍尔甘杰县
吉绍尔甘杰（Kishoreganj District）为孟加拉国达卡专区辖县，地处孟加拉国东部。县境北与内德罗戈纳县接壤，东与苏纳姆甘杰、霍比甘杰县毗邻，南与婆罗门巴里亚、诺尔辛迪、加济布尔县交界，西部、西北部与迈门辛县相连。全县年平均降雨量2,174毫米，平均气温12°C（最低）至33.3°C（最高）。县域总面积2,688.62公里²，总人口2,525,221人（1991）。全县共分置13乡（乌帕齐拉）；行政机构驻吉绍尔甘杰镇。